# Leidschendam-Voorburg
Leidschendam-Voorburg és un municipi de la província d'Holanda del Sud, al sud dels Països Baixos. L'1 de gener del 2009 tenia 72.505 habitants repartits sobre una superfície de 35,68 km² (dels quals 2,88 km² corresponen a aigua). Limita al nord amb Wassenaar, Voorschoten i Leiden, a l'oest amb la Haia, a l'est amb Zoeterwoude i al sud amb Rijswijk i Zoetermeer.

## Centres de població
Leidschendam, Stompwijk, i Voorburg.

## Història
El municipi es crea l'1 de gener de 2002 amb la fusió dels antics municipis de Leidschendam i Voorburg.

## Ajuntament
- VVD 10 regidors
- CDA 7 regidors
- PvdA 6 regidors
- SP 3 regidors
- Gemeentebelangen 3 regidors
- GroenLinks 2 regidors
- D66 2 regidors
- Onafhankelijke Partij 1 regidor
- Fractie Jami 1 regidor

## Agermanaments
- Konstancin-Jeziorna
- Hranice
- Temecula